# Fabián Gómez
Fabián Gómez (Resistencia, 29 oktober 1978) is een Argentijnse golfer.
Gómez werd in 2001 professional. Hij won vier toernooien op de Tour de las Americas en negen toernooien op de Argentijnse Tour (TPG). In 2009 won hij de TPG-ranking. Nadat hij in 2010 een toernooi won op de Nationwide Tour, eindigde hij op de 12de plaats van de Order of Merit en promoveerde hij naar de PGA Tour.
Op 14 juni 2015 behaalde hij zijn eerste overwinning op de Amerikaanse PGA Tour. Hij verdiende daarmee ruim $ 1.000.000 en steeg naar op nummer 54 van de FedEx Cup stond. Daardoor kon hij voor het eerst meedoen aan de WGC - Bridgestone Invitational.

## Gewonnen

### Amerikaanse PGA Tour (2)
- 2015: FedEx St. Jude Classic (-13)[1]
- 2016: Sony Open in Hawaii (-20)[2]

### Nationwide Tour
- 2010: Louisiana Open

### Tour de las Americas
- 2006: Venezuela Open
- 2008: Argentine Masters
- 2009: Center Open, Roberto de Vicenzo Classic

### PGA Tour Argentina (TPG)
- 2004: Villa Mercedes Grand Prix
- 2007: Chaco Open
- 2008: Torneo de Maestros
- 2009: Norpatagonico Open, The Center Open, Roberto De Vicenzo Classic
- 2010: Abierto de la Provincia
- 2016: Andrés Romero Invitational
- 2023: Andrés Romero Invitational[3]

### PGA Tour Latinoamérica (TLA)
- 2013: Personal Classic
- 2014: Personal Classic
- 2015: Personal Classic

### Elders
- 2006: Bear Lakes CC Gateway Tour Championship (USA)